# Aschanti-Akim-Akwapim-Krieg
Im sogenannten Aschanti-Akim-Akwapim-Krieg besiegte die Aschanti-Föderation unter der Führung des Asantehene (Aschantikönigs) Osei Bonsu 1811–1816 die vereinigten Heere der von den Briten unterstützten Akim und Akwapim im Süden des heutigen Ghana.
Dieser Krieg war Teil einer Kette von Revolten von den Aschanti abhängiger Gebiete, die 1806 mit dem Aschanti-Fante-Krieg (1806–1807) begann und 1824 endete. 1816 drangen die Aschanti auch in das Land der Fante ein, ergriffen die dorthin geflohenen Anführer der Akim und Akwapim und töteten sie. Als Ergebnis dieses Krieges setzten sich die Aschanti als Herren der gesamten Goldküste durch. Die lokalen europäischen (britischen, dänischen und niederländischen) Autoritäten mussten diese Oberhoheit akzeptieren und sich mit den Aschanti arrangieren. 1816 unterzeichnete die African Company of Merchants einen „Freundschaftsvertrag“ mit den Aschanti, in dem die Aschantiherrschaft über weite Teile der Küste und seiner Bewohner sowie die Verpflichtung der Briten, Pacht für die britischen Festungen an der Küste zu zahlen, anerkannt wurde.
Militärisch hatten die Aschanti damit einen großen Sieg errungen. Als sie im Verlauf des Krieges jedoch die Stadt Accra plünderten, statt die europäischen Festungen dort anzugreifen, verloren sie mit dem Volk der Ga, das die Mehrheit der Bewohner der Stadt stellte, für die Zukunft wichtige Verbündete. Noch 1811 während des Ga-Fante-Krieges hatten die Ga als Verbündete der Aschanti gegen Fante, Akim und Akwapim gekämpft. Seit der Plünderung Accras vertrauten die Ga jedoch ebenso wie die Fante auf den Schutz der Briten vor den Attacken der Aschanti.